# NGC 7053
NGC 7053 este o infrared source⁠(d) situată în constelația Pegas. A fost descoperită în 2 septembrie 1863 de către Albert Marth. Se află la o distanță de 66,2 de megaparseci de Pământ.